# Будилник (1908)
Вижте пояснителната страница за други значения на Будилник.
„Будилник“ е вестник на анархистичен ученически кръжок в Солунската българска мъжка гимназия, издаван в 1908 година в Солун, Османска империя.
Печата се на циклостил. Редактиран е от Борис Шопов, а в списването участват и Киро Георгиев, Фиданов, Никола Тодоров и други. Излизат 8 броя.